# Serpenti (gruppo musicale)
I Serpenti sono un gruppo musicale italiano, formatosi nel 2006 a Milano.

## Storia
Alla fine del 2007 Luca Serpenti, che ha una decennale esperienza come bassista degli Ultraviolet, intraprende una nuova strada insieme alla cantante Gianclaudia Franchini. I due formano i Serpenti, che racchiudono le passioni musicali e le capacità artistiche dei due membri, ossia il rock e la dance. Ben presto si affermano a livello di club, facendo breccia anche grazie all'attività di DJ set, oltre che a quella da palco. Nei primi anni di carriera aprono importanti concerti di artisti nazionali e non, come Asian Dub Foundation, Caparezza, Hurts, The Gossip, Natalie Imbruglia, Donatella Rettore, Polysics e Morgan.
Nel 2008 vincono il Nokia Trends Labs con il singolo Sinuoso vortice, che anticipa la pubblicazione dell'album d'esordio. L'esordio discografico avviene il 13 febbraio 2009 con Sottoterra, edito dalla Godz di Milano e distribuito da Halidon. Nel maggio 2009 viene pubblicato il secondo singolo, Baciami. Questo pezzo è accompagnato anche da un videoclip, realizzato da DANXZEN. Nell'ottobre 2009 viene pubblicato il video di Se lascio perdo.
Nel 2010 realizzano insieme a The Record's un pezzo dal titolo It's in your head, che sarà scelto come colonna sonora per uno spot della birra danese Ceres.
Nel 2011 compaiono nella compilation Cantanovanta edita da Garrincha, in cui partecipano con il brano Living on my own remix. Nell'ottobre 2011 si esibiscono negli Stati Uniti all'interno della rassegna Hit Week insieme, tra gli altri, a Subsonica e Caparezza.
Nel gennaio 2012 esce Le canzoni ai testimoni, album di Enrico Ruggeri a cui partecipano anche i Serpenti nella rivisitazione del brano Tenax, scritto dallo stesso Ruggeri e portato al successo negli anni '80 da Diana Est. Il pezzo è anche il primo estratto del disco e questo porta il duo a incrementare notevolmente la propria visibilità, grazie al videoclip ufficiale e ad alcune apparizioni televisive.
Il 22 maggio esce il secondo album dei Serpenti, dall'omonimo titolo Serpenti, pubblicato da Universal Music Italy. Questo lavoro è stato prodotto da Luca Serpenti presso il Godz Recording Studio di Milano e mixato da Pino "Pinaxa" Pischetola presso il Pinaxa Studio di Milano. L'album contiene i singoli Io non sono normale, Uomo donna, Senza dubbio e Io tu e noi.
Nell'agosto 2012 si esibiscono allo Sziget Festival in Ungheria. Nel maggio 2013 la band si esibisce in un tour di 8 date in Cina.
Nel 2013 collaborano con Big Fish nella canzone Non si torna indietro inserita nell'album Niente di personale uscito il 26 settembre. In ottobre firmano un contratto con l'etichetta svedese Uberstrom, che pubblicherà un disco in inglese della band chiamato Cyclone, rivolto al mercato internazionale e contenente il singolo Dizzy.
Nel 2015 il duo si ferma per consolidare la carriera di autori e producer (Sony Atv) e per dare spazio a Phantafox, progetto parallelo deep house cantato in inglese e pubblicato con Ego Music che ha avuto un ottimo riscontro nel suo settore con il singolo “Love the noise”.
Dopo 4 anni di pausa dal progetto per dedicarsi alla carriera di autori per altri interpreti, i Serpenti tornano nel 2020 a parlare in prima persona con dei singoli appuntamenti: a marzo con “i giorni di Ulisse” e, a partire dal 15 luglio, con “Saturno non aspetta”.

## Formazione
- Luca Serpenti - basso, programmazioni
- Gianclaudia "Clou" Franchini - voce

## Discografia

### Album
- 2009 - Sottoterra (Godz)
- 2012 - Serpenti (Universal Music Italy)
- 2014 - Cyclone (Uberstrom)

### Remix
- 2009 - Sinuoso vortice remixed (Godz)

### Singoli
- Sinuoso vortice (2009)
- Baciami (2009)
- Se lascio perdo (2009)
- Io non sono normale (2011)
- Uomo donna (2011)
- Tenax con Enrico Ruggeri (2012)
- Senza dubbio (2012)
- Io tu e noi (2012)
- Tocca la mia bocca (2013)
- Dizzy (2013)
- I giorni di Ulisse (2020)
- Saturno non aspetta (2020)